# Krzyż Siedemdziesięciolecia Powstania Styczniowego
Krzyż Siedemdziesięciolecia Powstania Styczniowego lub Krzyż Pamiątkowy 70-lecia Powstania Styczniowego – odznaka pamiątkowa ustanowiona przez Komitet Obywatelski Obchodu 70-lecia powstania styczniowego w Warszawie w 1933.

## Nadawanie
Krzyż nadawany był jednorazowo przez Kapitułę na wniosek ogniw Stowarzyszenia Wzajemnej Pomocy Uczestnikom Powstania 1863/64 i Komitetu Obywatelskiego Obchodu 70-lecia powstania styczniowego. Otrzymywali go wszyscy żyjący weterani. Mogli go również otrzymać ci, którzy przez wiele lat tym weteranom pomagali i opiekowali się nimi.

## Wygląd
Krzyż zaprojektowany został przez Józefa Świrysza-Ryszkiewicza. Odznaka miała kształt krzyża o wymiarach 47 × 42 mm. Wykonany był z żelaza i srebra. Ramiona pokryto czarną emalią, na których umieszczono daty: na ramieniu górnym „1863”, na dolnym „22.1”, na lewym „19” i na prawym „33". W środku znajdowała się wypukła, ukoronowana, trójdzielna okrągła tarcza z herbami Polski, Litwy i Rusi, w polach pokrytych emalią białą, czerwoną i niebieską. Na rewersie wybijano cyfrę z kolejną liczbą nadania. Noszony był na gładkiej ciemnoczerwonej (wrzosowej) wstążce szerokości 37 mm na lewej piersi po orderach i odznaczeniach państwowych.

## Odznaczeni
Łącznie odznakę otrzymało 258 weteranów i 42 dodatkowe osoby, wśród których znaleźli się m.in.:

- Ignacy Mościcki
- Józef Piłsudski
- Aleksandra Piłsudska
- Edward Śmigły-Rydz
- Felicjan Sławoj Składkowski
- Roman Górecki
- Władysław Dunin-Wąsowicz
- Gustaw Lichtensztein
- Janina Korsakowa
- Maria Żerańska
- Maria Jehanne Wielopolska
- Helena Adamczewska
- Felicja Bartelowa
- Izabela Gruszczyna
- Anna Łaglewska
- Maria Milewska
- Maria Odrężyna
- Maria Pajorowa
- Anna Juszkiewiczowa
- Karol Olpiński
- Jan Kołłątaj-Srzednicki
- Józef Ryszkiewicz